# Isabela Skrybant
Isabela Skrybant (traducción de Izabela Maria Skrybant, Leópolis, 1938-1 de mayo de 2019) fue una cantante polaca.
En 1960 se graduó en la escuela secundaria de música en Wroclaw.
Fue parte de la banda Tercet Egzotyczny desde el principio de su existencia en 1963.